# Mappershain

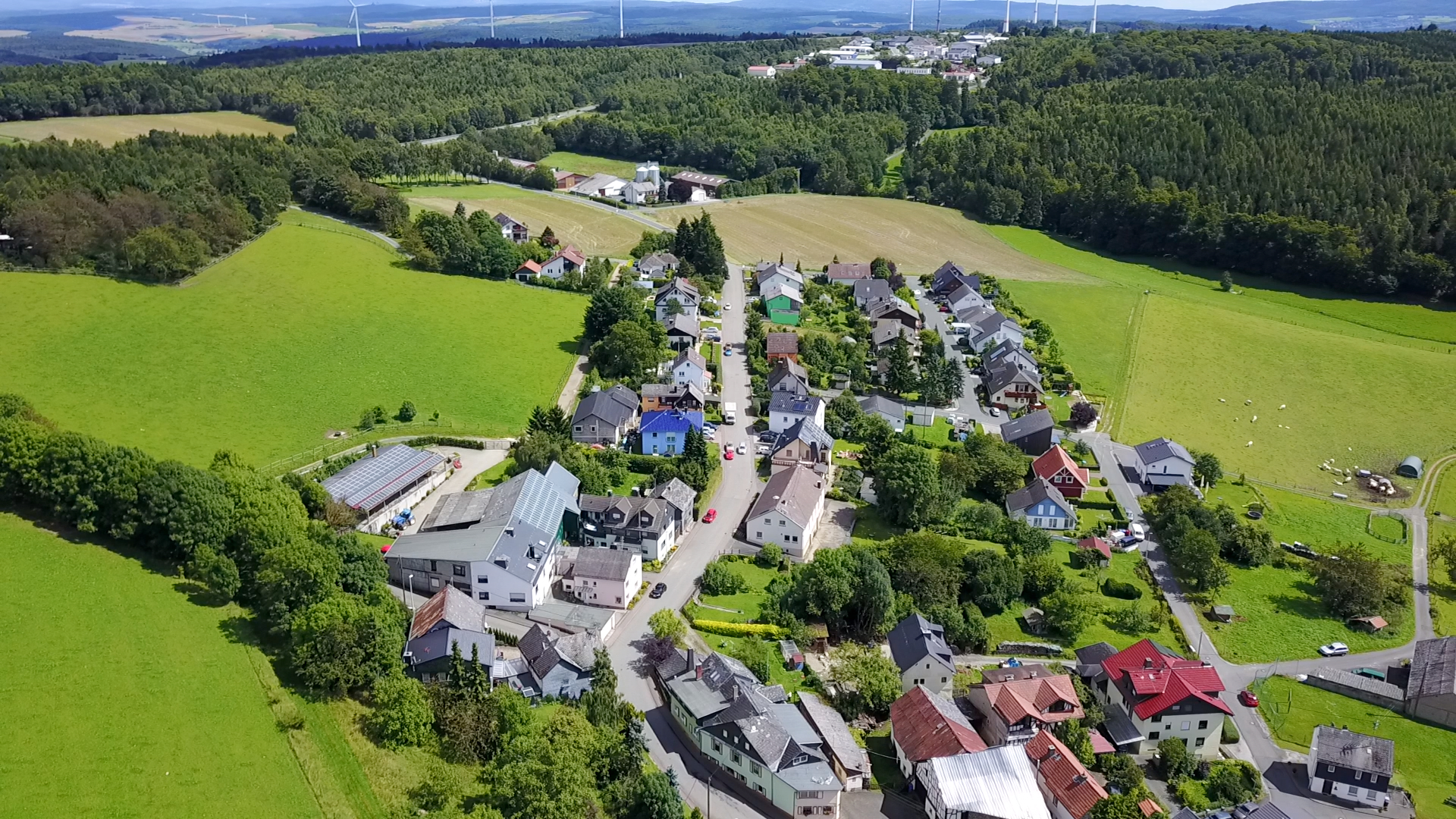
Luftbild von Mappershain Gemeinde Heidenrod.

 Mappershain  ist ein Ortsteil der Flächengemeinde Heidenrod im südhessischen Rheingau-Taunus-Kreis. Neben Kemel ist Mappershain mit 500 Meter die zweithöchstgelegene Ortschaft im ganzen westlichen Taunus.

## Geographie
Mappershain liegt im westlichen Hintertaunus, nordwestlich von Kemel im Süden der Kemeler Heide die zur Zorner Hochfläche gehört, auf einer Wasserscheide zwischen Rhein und Lahn Kemeler Rücken. 500 Meter nordwestlich der Ortslage erhebt sich der Mappershainer Kopf, mit 548 Meter der höchste Berg des westlichen Hintertaunus. Auch nur 500 Meter entfernt liegt im Osten die Quelle der Wisper, die 30 Kilometer weiter südwestlich bei Lorch mündet. Im Norden der Mappershainer Gemarkung entspringt der Dörsbach, der nach einem Weg von 32 Kilometern bei Kloster Arnstein in die Lahn mündet.

## Geschichte
Um das Jahr 1260 wurde Mappershain als Meinfrieshain erstmals urkundlich erwähnt. Der Name bezeichnet die von einem Hain umschlossene Ansiedlung des Meinfried. 
Nach dem Dreißigjährigen Krieg war der Ort für einige Zeit entvölkert und wurde erst langsam wieder besiedelt. 
Im Zuge der Gebietsreform in Hessen schloss sich die Gemeinde Mappershain mit 15 weiteren Gemeinden am 31. Dezember 1971 auf freiwilliger Basis zur Gemeinde Heidenrod zusammen. Für Mappershain wurde wie für alle anderen Ortsteile ein Ortsbezirk mit Ortsbeirat und Ortsvorsteher eingerichtet.

## Kultur und Sehenswürdigkeiten
Der Obergermanisch-Raetische Limes berührt den Nordrand der Gemarkung.

## Wirtschaft und Infrastruktur

### Tourismus
Sowohl auf der Kemeler Heide als auch im Wispertal und seinen Seitentälern ist Mappershain von viel Wald umgeben. Der Limeswanderweg berührt die Nordostgrenze der Gemarkung Mappershain. Zudem ist die Region Teil des Naturpark Rhein-Taunus, der den Menschen eine naturnahe Erholung ermöglichen will. Auch die Kurstadt Bad Schwalbach ist über den südöstlichen Nachbarort Kemel gut zu erreichen. 

### Verkehr
Über den Höhenzug der Kemeler Heide verläuft in Nordwest-Südost-Richtung die Bundesstraße 260, wenige hundert Meter nördlich der Ortslage. Mappershain ist über die K 680 als Stichstraße an diese Hauptverkehrsader des westlichen Hintertaunus angeschlossen, über die man nach Norden zur Straße nach Laufenselden gelangt, dem zentralen Ortsteil von Heidenrod. In südlicher Richtung erreicht man auf der Bundesstraße am knapp einen Kilometer entfernten Kemel vorbei die Kreisstadt Bad Schwalbach sowie Wiesbaden und das Rhein-Main-Gebiet.

## Persönlichkeiten
- Victor von Eck (1813–1893), liberaler nassauischer Politiker, geboren bei Mappershain